# ماگنی اسمیدز
ماگنی اسمیدز (انگلیسی: Magni Smedås؛ زادهٔ ۱۷ ژوئن ۱۹۹۵) اسکی‌باز صحرانوردی اهل نروژ است.